# Karl Viktor Reinius
Karl Viktor Reinius (né en 1862 à Vaasa – mort en 1936 à Vaasa) est un architecte finlandais.

## Biographie
Karl Viktor Reinius étudie l'architecture à l'institut polytechnique d'Helsinki, où il obtient son diplôme en 1883. Il a, parmi ses professeurs, l'architecte Frans Anatolius Sjöström, dont le style architectural est le style néorenaissance.
Le style de l'enseignant se refléte également dans les travaux de conception de son élève - ce style n'est pas apprécié par la direction des bâtiments de Finlande.
À partir de 1887, il travaille au bureau provincial de Turku et, en 1890, il y est nommé architecte adjoint.
En 1891, Reinius part pour un an en voyage d'étude notamment à Vienne dont les palais de style néo-Renaissance, ont inspiré ses projets ultérieurs.
Les influences viennoises sont les plus évidentes à l'hôtel de ville de Jyväskylä.
En plus de l'Autriche, Karl Viktor Reinius a également effectué des voyages d'étude en Allemagne, en Italie, en France et en Grèce.
En Europe centrale, le style néorenaissance a déjà laissé la place à l'Art nouveau et ses effets se reflèteront dans les projets ultérieurs de Reinius, en particulier dans le bâtiment en pierre de l’école normale du séminaire de Kokkola, qu’il a conçue de 1903 à 1905.
Cependant, ses projets de rénovation et de modification des bâtiments d'églises montrent des influences de l'architecture gothique.

## Ouvrages
- Église de Siikainen, Siikainen, 1889[5]
- Antintalo, Turku, 1891[6],[5]
- Maison des pompiers volontaires, Turku, 1892[7]
- Hôtel de ville, Jyväskylä, 1899[8]
- Usine d'Inha, Ähtäri, 1899[9]
- Caserne de pompiers de l'usine à coton de Vaasa, 1900[10].
- Presbytère de Kolkanniemi, Saarijärvi, 1904[11],[12]
- Presbytère de Tarvaala, Saarijärvi, fin XIXe siècle[13],[14]
- Immeuble de bureaux de la sucrerie, Vaasa[15]
- Église de Konginkangas, modifications, 1899[16]
- Église de Multia, modifications, 1900[17]

## Galerie

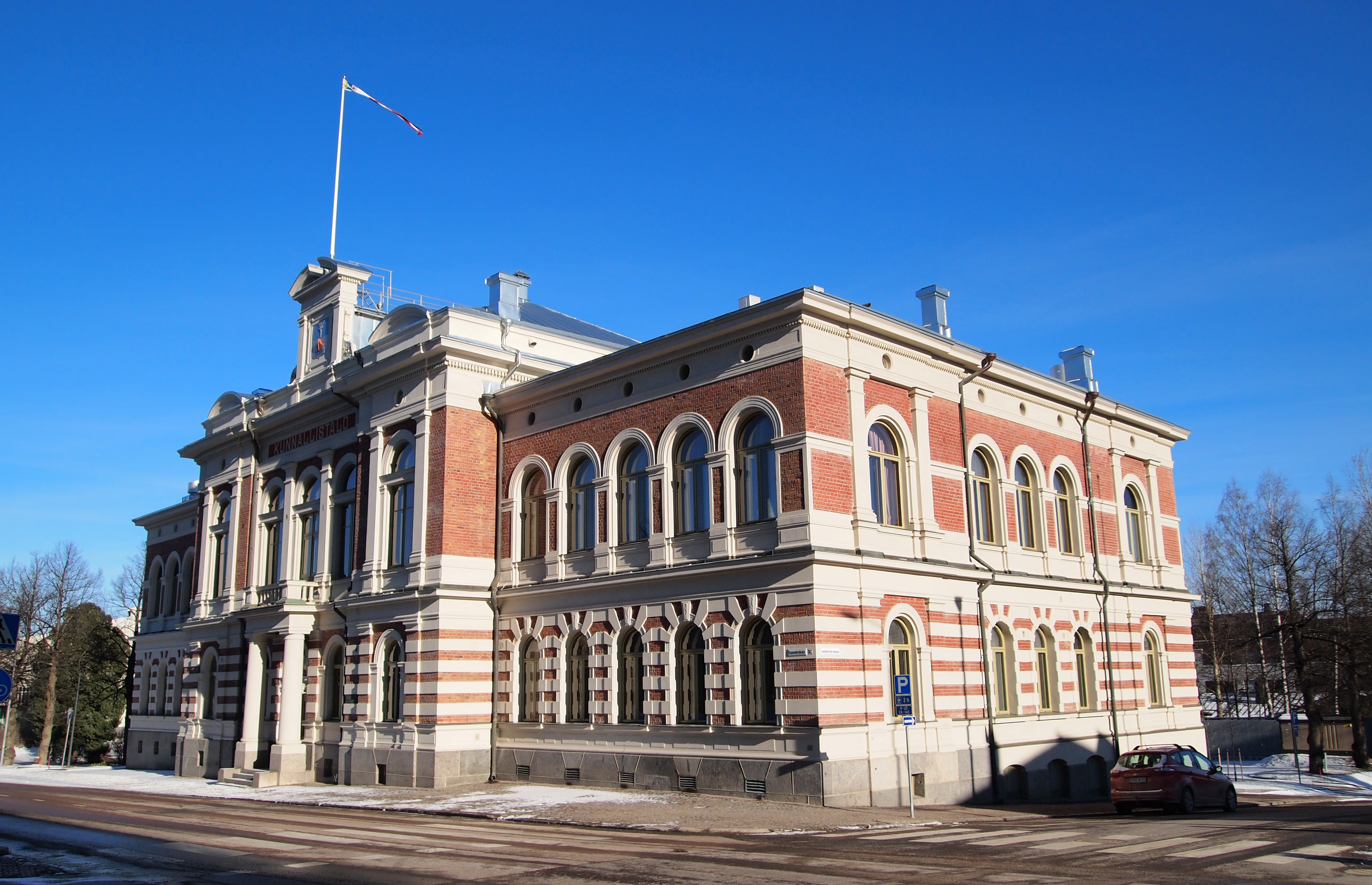
Hôtel de ville de Jyväskylä
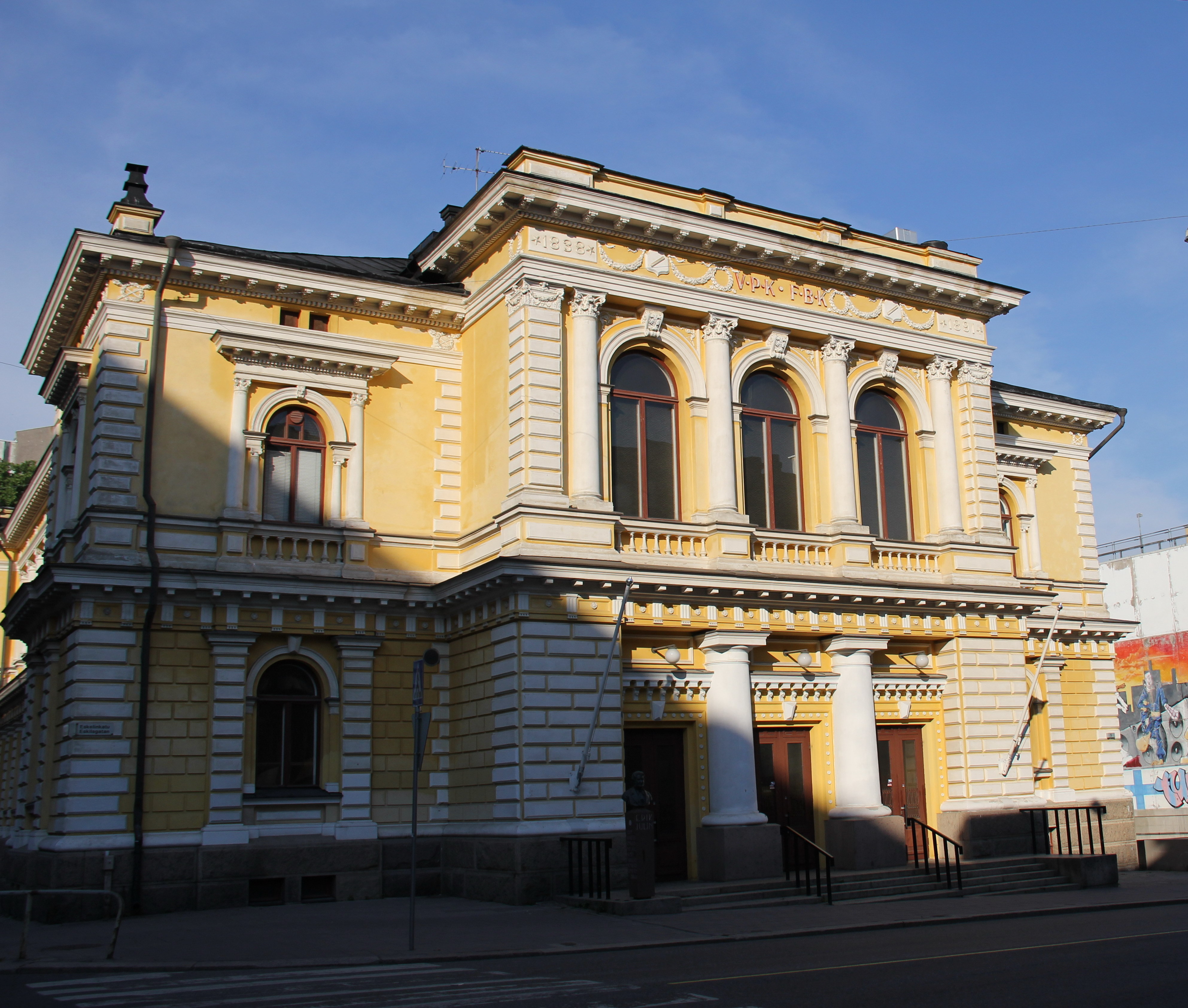
Maison des pompiers volontaires de Turku.
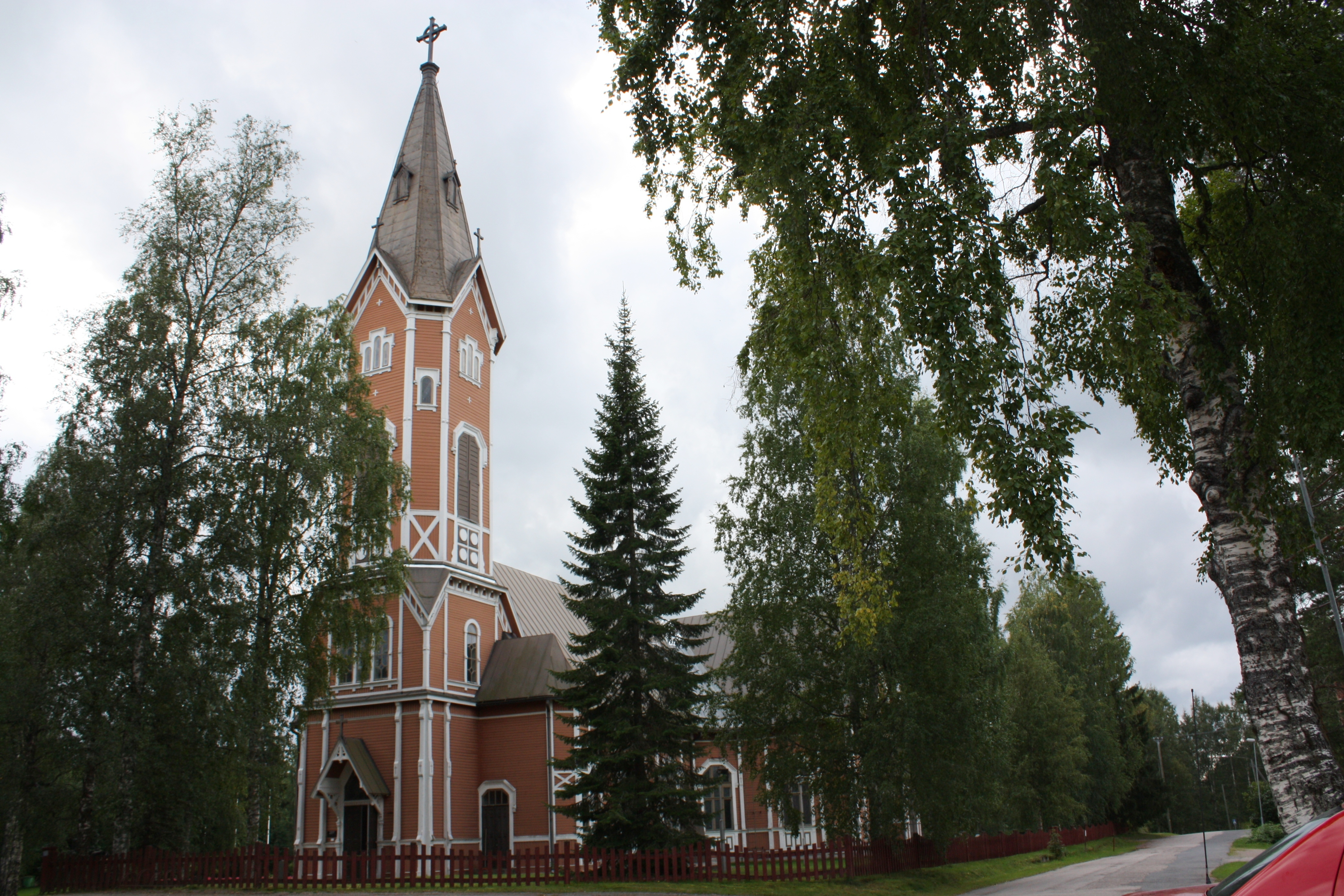
Église de Multia.